# Chionaema nigrescens
Chionaema nigrescens är en fjärilsart som beskrevs av Rothschild 1913. Chionaema nigrescens ingår i släktet Chionaema och familjen björnspinnare. Inga underarter finns listade i Catalogue of Life.